# James Davenport (Politiker)
James Davenport (* 12. Oktober 1758 in Stamford, Colony of Connecticut; † 3. August 1797 ebenda) war ein US-amerikanischer Jurist und Politiker (Föderalistische Partei).

## Werdegang
James Davenport war der jüngere Bruder von John Davenport (1752–1830), der zwischen 1799 und 1817 den sechsten Abgeordnetensitz von Connecticut im US-Kongress einnahm. Er besuchte bis 1777 das Yale College. Während des Unabhängigkeitskrieges war er Soldat in der Kontinentalarmee. Nach dem Krieg war er als Richter an einem Berufungsgericht tätig.
Politisch war Davenport Mitglied der Föderalistischen Partei. Zwischen 1785 und 1790 saß er als Abgeordneter im Repräsentantenhaus von Connecticut; von 1790 bis 1797 gehörte er dem Staatssenat an. Außerdem war er zwischen 1792 und 1796 Bezirksrichter im Fairfield County. Nach dem Rücktritt des Kongressabgeordneten James Hillhouse, der in den US-Senat wechselte, wurde Davenport bei der fälligen Nachwahl, die staatsweit abgehalten wurde, als dessen Nachfolger in den Kongress gewählt. Dort nahm er am 5. Dezember 1796 den ersten Abgeordnetensitz von Connecticut ein, den er bis zu seinem Tod am 3. August 1797 behielt. Nach seinem Tod wurde er auf dem North Field (heute Franklin Street) Cemetery beigesetzt.